# Çanakkale
Çanakkale este un oraș din Turcia.

## Vezi și
- Listă de orașe din Turcia